# Consonne battue latérale vélaire voisée
 (avril 2011).
Si vous disposez d'ouvrages ou d'articles de référence ou si vous connaissez des sites web de qualité traitant du thème abordé ici, merci de compléter l'article en donnant les références utiles à sa vérifiabilité et en les liant à la section « Notes et références ».
La consonne battue latérale vélaire voisée est une consonne assez rare dans les langues parlées. Il n'a pas encore de symbole API mais peut être transcrit par un l en petite majuscule avec une brève, [ʟ̆].

## Cractéristiques
Voici les caractéristiques de la consonne battue latérale vélaire voisée:
- Son mode d'articulation est battu, ce qui signifie qu’elle est produite en contractant brièvement les muscles d'un point d’articulation, sur l'autre.
- Son point d'articulation est vélaire, ce qui signifie qu'elle est articulée la partie antérieure de la langue (le dorsum) contre le palais mou (ou velum).
- Sa phonation est voisée, ce qui signifie que les cordes vocales vibrent lors de l’articulation.
- C'est une consonne orale, ce qui signifie que l'air ne s’échappe que par la bouche.
- C'est une consonne latérale, ce qui signifie qu’elle est produite en laissant l'air passer sur les deux côtés de la langue, plutôt que dans le milieu.

## En français
Le [ʟ̆] n'existe pas en français.

## Autres langues
Il existe en tant qu'allophone du  [ʟ] dans certaines langues de Nouvelle-Guinée telles que le Kanite et le Melpa.